# Grupo de Operações Especiais de Piracicaba (RFB)
O Goep, acrônimo de Grupo de Operações Especiais de Piracicaba é uma equipe de recursos especiais da Delegacia da Receita Federal do Brasil em Piracicaba/SP.

## Origem
O Grupo de Operações Especiais de Piracicaba foi criado no dia 06 de março de 2007, com o objetivo de dotar a Delegacia da Receita Federal do Brasil (DRF) sediada na cidade de Piracicaba/SP de uma equipe operacional de combate aos crimes de contrabando e descaminho.
Com o passar do tempo, as circunstâncias históricas que deram origem ao Grupo mudaram e atualmente o Goep é uma equipe de recursos especiais da DRF/Piracicaba que está permanentemente pronta para executar quaisquer ações de natureza operacional que a Constituição Federal e a legislação tributária e aduaneira lhe atribuem.

## Missão

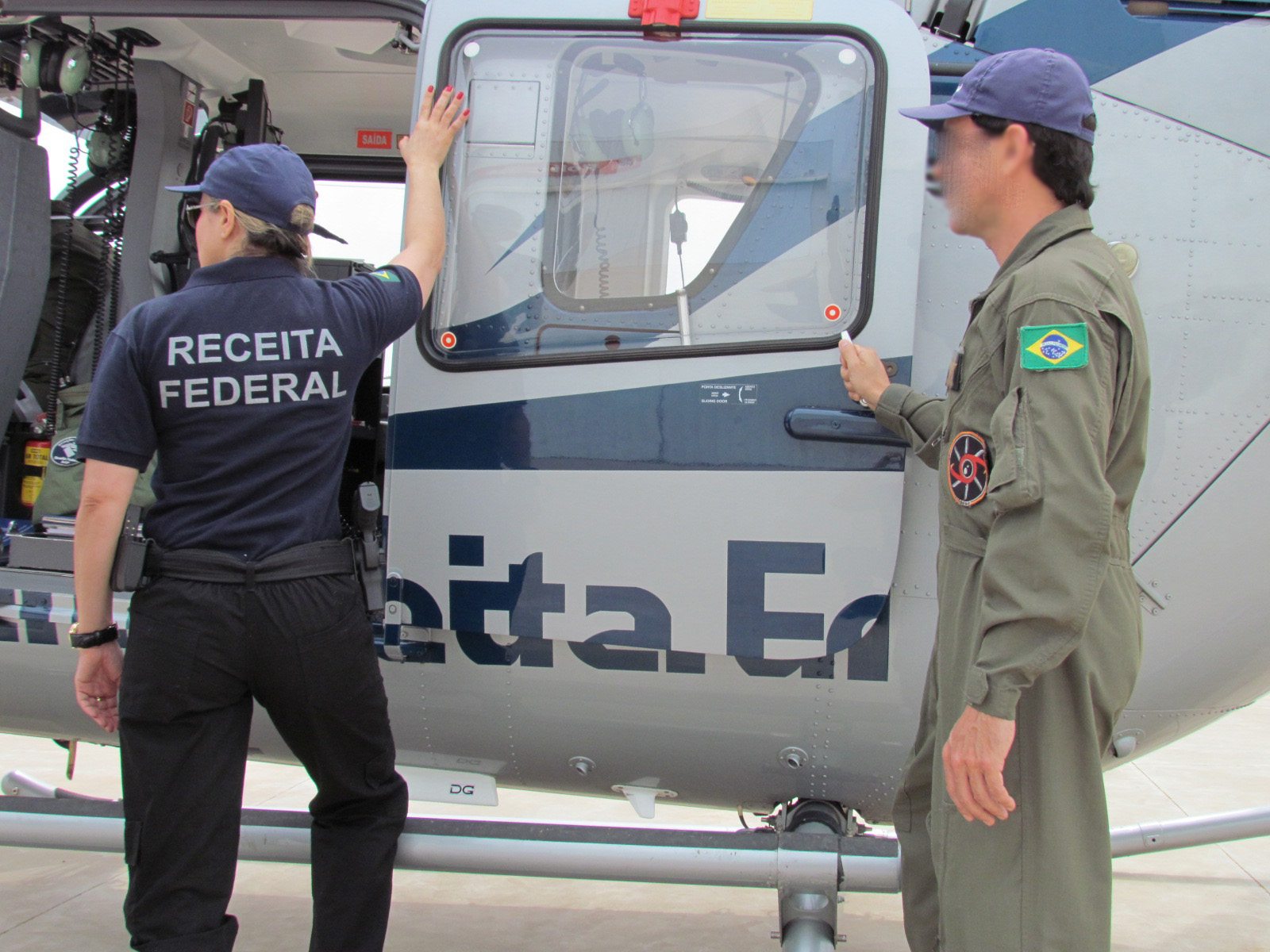
Analista-Tributário do Goep embarca em helicóptero da RFB durante a Operação Grifo II (19/10/2012)

O Goep é incumbido de executar ações de natureza operacional, integradas ou não com outras unidades da Receita Federal do Brasil (RFB) ou órgãos governamentais, que requerem emprego de técnicas, táticas e equipamentos especiais, no meio aéreo, aquático e terrestre, visando ao cumprimento das atribuições da RFB.
Algumas das diversas ações operacionais executadas pelo Goep são:
- Combate a fraudes aduaneiras;
- Repressão ao contrabando e descaminho;
- Participação no cumprimento de mandados de prisão e/ou de busca e apreensão;
- Operações de reconhecimento;
- Operações em rodovias;
- Operações helitransportadas.

Para a realização de operações que necessitem do emprego de aeronaves, o Goep pode solicitar o apoio da Divisão de Operações Aéreas (DIOAR) da RFB. Esta Divisão, sediada na cidade de Curitiba/PR, opera atualmente com dois helicópteros Eurocopter EC135.
O Goep atua nos 25 municípios que compõem a circunscrição territorial da DRF/Piracicaba. Entretanto, também pode ser acionado para operar nos demais pontos do Território Nacional, em auxílio a outras equipes operacionais da Receita Federal do Brasil.

## Seleção e Aperfeiçoamento
O ingresso no Goep ocorre por meio de Processo Seletivo Interno, destinado a servidores da RFB ocupantes dos cargos de Auditor-Fiscal da Receita Federal do Brasil (AFRFB) e Analista-Tributário da Receita Federal do Brasil (ATRFB).
Os integrantes do Goep frequentemente realizam cursos de aperfeiçoamento em diversas e renomadas instituições nacionais, tais como: Exército Brasileiro, Marinha do Brasil, Corpo de Bombeiros da Polícia Militar do Estado de São Paulo, Polícia Rodoviária Federal e Polícia Militar do Estado de São Paulo.
Seus integrantes são todos voluntários, altamente capacitados, exaustivamente treinados e totalmente equipados para a execução de operações especiais.